# 佐々木嘉則 (言語学者)
佐々木 嘉則（ささき よしのり、本名：佐々貴 義式、1956年9月13日 - 2010年1月2日）は、日本の言語学者（言語習得研究者）である。

## 経歴
1956年9月13日、京都府京都市上京区に生まれる。1986年、ハワイ大学修士　English as a Second Language（Applied Linguistics）。1992年イリノイ大学アーバナ・シャンペーン校より博士号Education（Educational Psychology）取得。
1991‐1994年カリフォルニア州立大学サンディエゴ校、ローズ大学、マサチューセッツ大学の各大学で教育・研究職を歴任。1994‐2000年ニューサウスウェールズ大学Senior Lecturer of Japanese。2001年お茶の水女子大学大学院人間文化研究科助教授。2004４年お茶の水女子大学大学院人間文化研究科准教授。2008年お茶の水女子大学大学院人間文化創成科学研究科准教授。
2010年1月2日逝去。

## 佐々木嘉則賞
佐々木嘉則賞は、佐々木の第二言語習得研究会（JASLA）への貢献にちなみ、『今さら訊けない...第二言語習得再入門』（2010，凡人社）の印税を一部とする遺族からの寄付金を基に創設された。JASLAのジャーナルに掲載された論文（一般投稿のみ、寄稿などを除く）を授賞対象とし、第14号（2012年12月刊行）から制定された。佐々木賞編集委員会が選考した候補論文を幹事会が承認した後、全国大会の場で発表、表彰することになっている。